# Colombia op de Olympische Zomerspelen 1956
Colombia nam deel aan de Olympische Zomerspelen 1956 in Melbourne, Australië. Ook de vierde olympische deelname bleef zonder medailles. De eerste medaille zou pas in 1972 worden behaald.

## Deelnemers en resultaten

### Atletiek
| Olympiër                                                    | Discipline      | Resultaat | Prestatie              |
| ----------------------------------------------------------- | --------------- | --------- | ---------------------- |
| Jaime Aparicio                                              | 400m (m)        | 28e       | serie 2: 5de in 49,15  |
| Guillermo Zapata                                            | 110m horden (m) | 23e       | serie 1: 6de in 15,58  |
| Jaime Aparicio                                              | 400m horden (m) | 13e       | serie 3: 3de in 52,0   |
| Jaime Aparicio Alfonso Munoz Carlos Sierra Guillermo Zapata | 4x400m (m)      | 13e       | serie 2: 6de in 3.27,4 |

### Gewichtheffen
| Olympiër         | Discipline  | Resultaat | Prestatie                                                                    |
| ---------------- | ----------- | --------- | ---------------------------------------------------------------------------- |
| Ney Lopez        | -67,5kg (m) | DNF       | drukken: geen geldige poging                                                 |
| Carlos Caballero | -75kg (m)   | DNF       | drukken: 14de met 97,5kg trekken: 13de met 100kg stoten: geen geldige poging |

### Schermen
| Olympiër                                                      | Discipline      | Resultaat | Prestatie                                                                        |
| ------------------------------------------------------------- | --------------- | --------- | -------------------------------------------------------------------------------- |
| Emiliano Camargo                                              | degen (m)       | 38e       | 1ste ronde groep 2: 7de met 2 overwinningen                                      |
| Emilio Echeverry                                              | degen (m)       | 31e       | 1ste ronde groep 3: 5de met 2 overwinningen                                      |
| Alfredo Yanguas                                               | degen (m)       | 37e       | 1ste ronde groep 1: 7de met 0 overwinningen                                      |
| Alfredo Yanguas Emiliano Camargo Emilio Echeverry Pablo Uribe | degen team (m)  | 7e        | 1ste ronde groep 2: 4de met 0 overwinningen                                      |
| Gabriel Blando                                                | floret (m)      | 30e       | 1ste ronde groep 2: 8ste met 1 overwinning                                       |
| Emilio Echeverry                                              | floret (m)      | 32e       | 1ste ronde groep 4: 8ste met 0 overwinningen                                     |
| Pablo Uribe                                                   | floret (m)      | 25e       | 1ste ronde groep 1: 7de met 1 overwinning                                        |
| Pablo Uribe Emilio Echeverry Gabriel Blando Emiliano Camargo  | floret team (m) | 7e        | 1ste ronde groep 2: 3de met 0 overwinningen                                      |
| José del Carmen                                               | sabel (m)       | 33e       | 1ste ronde groep 3: 6de met 0 overwinningen                                      |
| Emilio Echeverry                                              | sabel (m)       | 25e       | 1ste ronde groep 4: 3de met 3 overwinningen kwartfinale 2: 7de met 1 overwinning |
| Alfredo Yanguas                                               | sabel (m)       | 29e       | 1ste ronde groep 2: 5de met 0 overwinningen                                      |

### Schietsport
| Olympiër          | Discipline                 | Resultaat | Prestatie                       |
| ----------------- | -------------------------- | --------- | ------------------------------- |
| Guillermo Padilla | 50m geweer 3 houdingen (m) | 44e       | 983 punten: (381-317-285)       |
| Enrique Hannaberg | 50m pistool (m)            | 14e       | 583 punten: (89-81-95-90-95-84) |
| Enrique Hannaberg | 25m snelvuurpistool (m)    | 32e       | 533 punten: (274-259)           |
| William Peters    | trap (m)                   | 22e       | 155 punten                      |

### Wielersport
| Olympiër                                                  | Discipline               | Resultaat | Prestatie                                      |
| Baan                                                      | Baan                     | Baan      | Baan                                           |
| --------------------------------------------------------- | ------------------------ | --------- | ---------------------------------------------- |
| Leon Mejia                                                | sprint (m)               | 12e       | serie 3: 3de herkansingen: V van RSA Shardelow |
| Leon Mejia                                                | tijdrit (m)              | 15e       | 1.14,8                                         |
| Héctor Monsalve Honorio Rúa Octavio Echeverry Ramón Hoyos | ploegenachtervolging (m) | 11e       | serie 1: W van Pakistan: gedubbeld             |
| Weg                                                       |                          |           |                                                |
| Ramón Hoyos                                               | wegwedstrijd (m)         | 13e       | 5:23.40                                        |
| Pablo Hurtado                                             | wegwedstrijd (m)         | 39e       | 5:34.49                                        |
| Jorge Luque                                               | wegwedstrijd (m)         | DNF       | niet gefinisht                                 |
| Jaime Villegass                                           | wegwedstrijd (m)         | 40e       | 5:39.40                                        |
| Ramón Hoyos Pablo Hurtado Jaime Villegas                  | ploegentijdrit (m)       | 8e        | 92 punten                                      |

### Zwemmen
| Olympiër          | Discipline          | Resultaat | Prestatie                  |
| ----------------- | ------------------- | --------- | -------------------------- |
| Sergio Martínez   | 100m vrije slag (m) | 28e       | serie 2: 6de in 1.00,2     |
| Gilberto Martínez | 400m vrije slag (m) | 28e       | serie 2: 7de in 4.51,4     |
| Álvaro Gómez      | 200m schoolslag (m) | DSQ       | serie 2: gediskwalificeerd |

Afghanistan · Argentinië · Australië · Bahama's · België · Bermuda · Birma · Brazilië · Brits-Guiana · Bulgarije · Cambodja* · Canada · Ceylon · Chili · Colombia · Cuba · Denemarken · Duits eenheidsteam · Egypte* · Ethiopië · Fiji · Filipijnen · Finland · Frankrijk · Griekenland · Groot-Brittannië · Hongarije · Hongkong · Ierland · IJsland · India · Indonesië · Iran · Israël · Italië · Jamaica · Japan · Joegoslavië · Kenia · Liberia · Luxemburg · Malakka · Mexico · Nederland* · Nieuw-Zeeland · Nigeria · Noord-Borneo · Noorwegen · Oeganda · Oostenrijk · Pakistan · Peru · Polen · Portugal · Puerto Rico · Roemenië · Singapore · Sovjet-Unie · Spanje* · Taiwan · Thailand · Trinidad en Tobago · Tsjecho-Slowakije · Turkije · Uruguay · Venezuela · Verenigde Staten · Vietnam · Zuid-Afrika · Zuid-Korea · Zweden · Zwitserland*

*alleen deelgenomen in Stockholm